# Distrito de Polgárdi
El Distrito de Polgárdi (en húngaro: Polgárdi járás) fue uno de los 10 distritos del condado de Fejér en Hungría. Creado en 2013, contaba con 19 938 habitantes y contaba con un total de 9 localidades: 8 municipios y una sola ciudad, Polgárdi, su capital.
Fue suprimido el 11 de enero de 2015, y sus municipios se dividieron entre los distritos de Enying y Székesfehérvár.

## Municipios
- Füle
- Jenő
- Kisláng
- Kőszárhegy
- Lepsény
- Mezőszentgyörgy
- Mátyásdomb
- Nádasdladány
- Polgardi